# Frane Budak
Frane Budak (Pag, 1865. − Pag, 1944.), hrvatski političar, visoki lokalni dužnosnik, kulturni djelatnik i političar.
Rodio se je na Pagu. Osnovao je prvu čipkarsku školu u Pagu. Bilo je to 1906. godine. Bio je aktivan i u politici. U Pagu je osnovao Stranku prava. Obnašao je dužnost paškog gradonačelnika dugo godina. Višegodišnje Budakovo gradonačelnikovanje zaslužno je za procvat grada Paga početkom 20. stoljeća. Po Frani Budaku zove se Društvo paških čipkarica, koje vodi Galeriju paške čipke.